# Saint-Georges-sur-Arnon
Saint-Georges-sur-Arnon è un comune francese di 546 abitanti situato nel dipartimento dell'Indre nella regione del Centro-Valle della Loira.

## Società

### Evoluzione demografica
Abitanti censiti